# Valle de Matamoros
Valle de Matamoros là một đô thị ở tỉnh Badajoz, cộng đồng tự trị Extremadura, Tây Ban Nha. Theo điều tra dân số 2010 của Viện thống kê Tây Ban Nha (INE), đô thị này có dân số là 440 người. Diện tích đô thị này là 4,9 ki-lô-mét vuông. Đô thị này nằm ở độ cao 609 m trên mực nước biển.